# La Meda
La Meda és una muntanya de 2.157 metres que es troba al municipi d'Alins, a la comarca del Pallars Sobirà.